# Rigodon
Rigodon è un romanzo di Louis-Ferdinand Céline, il terzo della cosiddetta Trilogia del Nord (dopo Da un castello all'altro e Nord), nella quale l'autore racconta con uno stile molto personale la propria fuga insieme alla moglie Lili e al gatto Bébert da Parigi verso la Germania nazista e poi la Danimarca per timore di rappresaglie dopo la liberazione nel 1944. Céline era infatti un sostenitore del governo collaborazionista di Vichy.
Rigodon è il resoconto della peregrinazione in treno attraverso la Germania devastata all'invasione e dai bombardamenti anglo-americani, durante gli ultimi mesi di guerra. Partito da una località del Brandeburgo a nord di Berlino, Céline si recherà prima a sud, nella città di Sigmaringen dove è stato evacuato il governo collaborazionista, poi di nuovo a nord verso il confine danese, perché spera di recuperare a Copenaghen i diritti d'autore depositati in banca. In realtà, dopo la resa della Germania e la liberazione della Danimarca dall'occupazione nazista, Céline sarà incarcerato per qualche tempo prima di fare ritorno in Francia.
Céline muore nell'estate 1961, il giorno dopo aver comunicato all'editore che il romanzo in via di scrittura ha finalmente raggiunto una forma definitiva che permette di programmare la pubblicazione. Rigodon fu pubblicato postumo, il 4 febbraio 1969, da Gallimard.

## Trama
A Meudon presso Parigi, Céline lavora alla stesura del romanzo che completerà il racconto della propria odissea bellica. Riceve la visita di giornalisti interessati a capire come abbia potuto aderire al programma razzista delle forze di occupazione, dopo di che riprende il suo racconto.
Il romanzo precedente, Nord, si era interrotto quando Céline e i suoi, ospitati nel castello di Zornhof a nord della capitale tedesca, ricevono il permesso di recarsi verso Rostock in treno. Destouches (è questo il vero nome dello scrittore, Céline è il suo nom de plume letterario) parte con la moglie Lili, lasciando il gatto Bébert in custodia all'amico La Vigue (così l'autore chiama l'attore cinematografico Robert Le Vigan, già vicino di casa della coppia a Montmartre e pure lui collaborazionista in fuga).
Le autorità li fanno scortare da due soldati armati. Nel porto baltico di Rostock, Destouches assiste alla partenza del traghetto per Copenaghen, ma non può prenderlo. Viene rimesso su un treno diretto a sud, su cui riesce a salire anche La Vigue con il gatto, insieme a una quantità di profughi in fuga dai bombardamenti a tappeto. Dal momento che è gli è preclusa la frontiera danese, Destouches accetta di recarsi a Sigmaringen in Baviera, dove i nazisti concentrano i collaborazionisti francesi che hanno dovuto fuggire davanti all'avanzata degli Alleati.
Lungo il tragitto, poco dopo Lipsia, il convoglio viene ferocemente bombardato e si nasconde in una galleria ferroviaria. Quasi tutti i passeggeri scendono, i profughi si rifiutano di tornare a bordo ma l'ufficiale al comando consiglia i tre francesi di rimanere sul treno, che si allontana prima di una nuova incursione con bombe al fosforo. Più avanti potranno prendere un altro treno per Ulma.
Raggiungono Ulma mentre sono in corso i funerali solenni del feldmaresciallo Erwin Rommel, costretto a suicidarsi dopo il fallimento dell'attentato a Hitler del 20 luglio 1944. Un ufficiale sul treno aveva chiesto a Céline di portare un messaggio a un camerata che sarebbe stato presente alle esequie in chiesa, ma lo scrittore incappa in un anziano pompiere che lo distrae.
Destouches, Lili e Bébert riescono a raggiungere Sigmaringen; qui La Vigue decide di separarsi da loro, accetta la proposta di un ufficiale di recarsi a sud, verso l'Italia. In realtà i suoi rapporti con gli amici si sono deteriorati. I loro destini si separano, i coniugi Destouches prendono di nuovo un treno verso nord.
Riescono a scampare fortunosamente al bombardamento della stazione ferroviaria di Oddort, che non è effettuato dagli alleati bensì dalla Luftwaffe per liberarsi dal peso di trasportare e sfamare centinaia di profughi evacuati da est davanti all'inarrestabile avanzata dell'Armata rossa.
Giunti alla stazione ferroviaria di Hannover sud, si trovano costretti a attraversare la città sottoposta a un violento bombardamento distruttivo, dal momento che vogliono prendere il treno per Amburgo dalla stazione settentrionale. Una bomba esplosa troppo vicina scaglia un mattone contro la testa di Céline, che rimane dolorante anche quando riescono a salire sul convoglio, probabilmente l'ultimo che parte prima che la linea ferrata venga divelta per scopi difensivi.
Sul treno diretto a nord c'è anche una donna che ha accompagnato un gruppo di ragazzini minorati fino da Breslavia; la donna prega Céline e la moglie di prendersi cura dei piccoli perché non ce la fa più. La coppia quindi si incarica di guidarli in salvo, e questo li aiuta perché giunti a Kiel trovano un treno organizzato dalla Croce Rossa svedese per riportare in patria tutti i connazionali minacciati dalla guerra. Céline spaccia i ragazzini per svedesi che hanno perso i documenti, il responsabile finge di credergli e li carica a bordo. Anche il dottore e la moglie sono ammessi e sfamati, e riescono a superare la frontiera sul treno svedese. Raggiungono Copenaghen, dove lo scrittore ha speranza di mettere le mani su 6 milioni di franchi in diritti d'autore depositati in una banca danese.

## Critica
(André Gide, 1938)

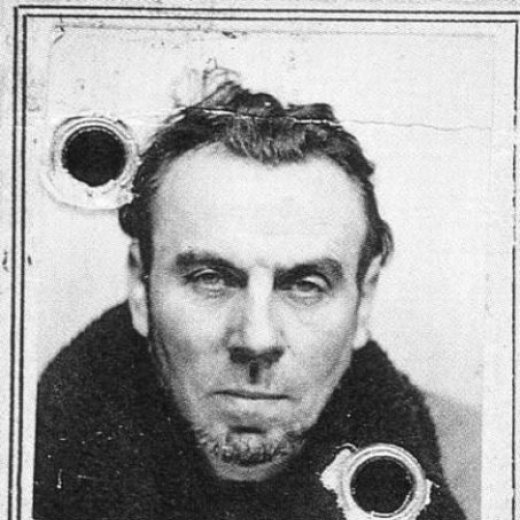
Foto tessera di Louis-Ferdinand Destouches, dal documento d’identità (1930-1943)

Céline inizia la scrittura di questo romanzo, il cui titolo di lavorazione è rimasto fino all'ultimo Colin-maillard (che è il nome francese del gioco chiamato Mosca cieca) appena terminata la stesura del precedente Nord, e prosegue per 18 mesi fino alla morte.
È la terza moglie Lucie Georgette Almansor, detta Lili, a decifrare insieme all'avvocato André Damien il testo, lasciato dal marito in forma manoscritta, con calligrafia spesso illeggibile, cancellazioni e ripetizioni, varianti degli stessi passi sovrapposte; la revisione richiese quasi otto anni, il romanzo apparve per la prima volta nel febbraio 1969.
La scelta effettuata al momento di stendere il primo titolo della trilogia (alla quale in Francia ci si riferisce talvolta come Trilogie allemande, trilogia tedesca), di raccontare i fatti accaduti nell'enclave collaborazionista-fascista di Sigmaringen, influenza anche i romanzi successivi; gli avvenimenti del secondo volume della trilogia sono infatti cronologicamente precedenti, e le peregrinazioni in treno descritte in Rigodon sono in realtà un montaggio di vari viaggi: da Baden Baden a Berlino e fino a “Zornhof”, poi dopo un soggiorno di settimane di nuovo a sud fino a Sigmaringen; qui, nella Germania meridionale, i coniugi Destouches rimangono un intero inverno, infine l'ultimo, lungo viaggio in treno fino a Copenaghen, che dura cinque giorni e non diciotto come nei ricordi di Céline. Lo scrittore e la moglie (e non dimentichiamo il gatto Bébert, che segue i padroni in questa odissea) attraversano una Germania oramai strangolata nella morsa degli eserciti alleati, a ovest, e dell'Armata rossa a est. Le città sono rase al suolo dai bombardamenti aerei, il paese è calpestato da popolazioni in fuga disperata, cacciata da distruzioni epiche.

### Il significato del titolo
L'autore voleva intitolare l'opera Colin-maillard, mosca cieca, per mettere l'accento su quanto di brancolante e insicuro c'era nel suo procedere attraverso la Germania invasa. Ancora all'interno del testo stesso, che Céline non ebbe la possibilità di rivedere nella stesura definitiva, il romanzo è indicato con questo titolo.
Rigodon è il nome di un'antica danza, forse di origine provenzale, il cui etimo incerto è da far risalire, secondo Jean-Jacques Rousseau, all'inventore Rigaud. La forma più comune è a ogni modo rigaudon; Céline decise di adottarlo come metafora della sua fuga nella Germania "in piena vivisezione"; i danzatori muovono un passo avanti, un passo indietro, ma alla fine del movimento non si spostano dallo stesso punto:
(Lucie Georgette Destouches (Lili))

## Edizioni italiane
- Rigodon, traduzione di Ginevra Bompiani, Milano, Bompiani, 1970,  p. 290.
- Rigodon, traduzione di Ginevra Bompiani, Collana I Garzanti n.511, Milano, Garzanti, 1974,  p. 272.
- in  Trilogia del Nord, traduzione di Giuseppe Guglielmi, Biblioteca della Pléiade n.9, Torino, Einaudi, 1994, ISBN 88-446-0015-3.
- Rigodon, traduzione di Giuseppe Guglielmi, prefazione di Massimo Raffaeli, Collana Letture n.2, Torino, Einaudi, 2007,  p. 288, ISBN 978-88-06-18682-1.
- in  Trilogia del Nord, traduzione di Giuseppe Guglielmi, Collana ET Biblioteca n.52, Torino, Einaudi, 2010,  p. 1087, ISBN 978-88-06-20295-8.